# Championnat d'Italie de football 2018-2019
Navigation
Édition précédente Édition suivante
La saison 2018-2019, qui débute le 18 août 2018, est la 117e édition du championnat d'Italie de football. Elle oppose les vingt meilleurs clubs d'Italie en une série de trente-huit journées.
Le champion sortant, la Juventus FC, défend son titre face à 19 autres équipes, dont trois promus, le Empoli FC, le Parme Calcio et le Frosinone Calcio de deuxième division.
Cinq places qualificatives pour les compétitions européennes seront attribuées par le biais du championnat (4 places directes en Ligue des champions, une place directe en Ligue Europa et une au troisième tour de qualification). Une autre place qualificative pour la Ligue Europa sera garantie au vainqueur de la Coupe d'Italie. Les trois derniers du championnat sont relégués en deuxième division.

## Participants

### Relégations et promotions en début de saison
Hellas Verone et Benevento ont été relégués en Serie B après une seule saison en Serie A terminants respectivement 19e et 20e au classement alors que le Crotone FC a été relégué après deux saisons dans la première division en terminant 18e.
Le 28 avril 2018, Empoli est retourné en Serie A après une saison de relégation. Le 18 mai 2018, Parme est promu en terminant deuxième de la Serie B 2017-2018, retournant dans la première division seulement trois saisons après avoir fait faillite et s'être retrouvé en Serie D. La dernière équipe promu est le Frosinone Calcio qui s'est qualifiée pour la Serie A en défaisant Palerme dans les play-offs de Serie B.

### Les participants
| \| Atalanta Bologne Cagliari Chievo Empoli Fiorentina Frosinone Genoa Inter Juventus Lazio AC Milan Naples Parme AS Rome Sampdoria Sassuolo SPAL Torino Udinese \| Localisation des clubs. |
| Atalanta Bologne Cagliari Chievo Empoli Fiorentina Frosinone Genoa Inter Juventus Lazio AC Milan Naples Parme AS Rome Sampdoria Sassuolo SPAL Torino Udinese                               |

La Juventus FC est l'équipe la plus titrée d'Italie avec trente-quatre sacres, avant le commencement de la saison, dont ceux des sept dernières années alors que l'AC Milan est l'équipe italienne avec le plus de coupes des champions avec sept à son actif. Fait à noter, l'Inter Milan est la seule équipe du championnat de D1 d'Italie à n'avoir jamais connu de relégation, étant en Serie A depuis 1908.
Légende des couleurs
- Phase de groupes de la Ligue des Champions 2018-2019
- Phase de groupes de la Ligue Europa 2018-2019
- Deuxième tour de qualification de la Ligue Europa 2018-2019
- Promu de Serie B 2017-2018

| Club             | Se maintient depuis | Classement 2017-2018 | Entraîneur           | Depuis | Stade                                       | Capacité théorique |
| ---------------- | ------------------- | -------------------- | -------------------- | ------ | ------------------------------------------- | ------------------ |
| Juventus FC      | 2007                | 1er                  | Massimiliano Allegri | 2014   | Allianz Stadium                             | 41 504             |
| SSC Naples       | 2007                | 2e                   | Carlo Ancelotti      | 2018   | Stade San Paolo                             | 60 240             |
| AS Rome          | 1952                | 3e                   | Claudio Ranieri      | 2019   | Stade olympique de Rome                     | 72 698             |
| Inter Milan      | 1908                | 4e                   | Luciano Spalletti    | 2017   | Stade Giuseppe-Meazza                       | 80 018             |
| SS Lazio         | 1989                | 5e                   | Simone Inzaghi       | 2014   | Stade olympique de Rome                     | 72 698             |
| AC Milan         | 1983                | 6e                   | Gennaro Gattuso      | 2017   | Stade Giuseppe-Meazza                       | 80 018             |
| Atalanta Bergame | 2011                | 7e                   | Gian Piero Gasperini | 2016   | Stadio Atleti Azzurri d'Italia              | 26 542             |
| ACF Fiorentina   | 2004                | 8e                   | Vincenzo Montella    | 2019   | Stade Artemio-Franchi                       | 47 282             |
| Torino FC        | 2012                | 9e                   | Walter Mazzarri      | 2018   | Stade olympique de Turin                    | 27 994             |
| UC Sampdoria     | 2012                | 10e                  | Marco Giampaolo      | 2016   | Stade Luigi-Ferraris                        | 36 685             |
| US Sassuolo      | 2013                | 11e                  | Roberto De Zerbi     | 2018   | Stadio di Reggio Emilia Città del Tricolore | 23 717             |
| Genoa CFC        | 2007                | 12e                  | Cesare Prandelli     | 2018   | Stade Luigi-Ferraris                        | 36 685             |
| Chievo Vérone    | 2008                | 13e                  | Domenico Di Carlo    | 2018   | Stade Marcantonio-Bentegodi                 | 39 402             |
| Udinese Calcio   | 1995                | 14e                  | Igor Tudor           | 2019   | Dacia Arena                                 | 25 500             |
| Bologne FC       | 2015                | 15e                  | Siniša Mihajlović    | 2019   | Stade Renato-Dall'Ara                       | 38 279             |
| Cagliari Calcio  | 2016                | 16e                  | Rolando Maran        | 2018   | Sardegna Arena                              | 16 233             |
| SPAL             | 2017                | 17e                  | Leonardo Semplici    | 2014   | Stade Paolo-Mazza                           | 12 634             |
| Empoli FC        | 2018                | 1er (SB)             | Giuseppe Iachini     | 2018   | Stadio Carlo Castellani                     | 19 847             |
| Parme Calcio     | 2018                | 2e (SB)              | Roberto D'Aversa     | 2016   | Stade Ennio-Tardini                         | 27 902             |
| Frosinone Calcio | 2018                | 3e (SB)              | Marco Baroni         | 2018   | Stade Benito-Stirpe                         | 16 125             |

### Changements d'entraîneur
| Club             | Entraîneur partant   | Motif du départ                | Date de départ   | Position   | Entraîneur arrivant | Date d'arrivée   |
| ---------------- | -------------------- | ------------------------------ | ---------------- | ---------- | ------------------- | ---------------- |
| SSC Naples       | Maurizio Sarri       | Consentement mutuel            | 23 mai 2018      | Pré-saison | Carlo Ancelotti     | 23 mai 2018      |
| Bologne FC       | Roberto Donadoni     | Consentement mutuel            | 24 mai 2018      | Pré-saison | Filippo Inzaghi     | 13 juin 2018     |
| Cagliari Calcio  | Diego López          | Consentement mutuel            | 30 mai 2018      | Pré-saison | Rolando Maran       | 7 juin 2018      |
| US Sassuolo      | Giuseppe Iachini     | Consentement mutuel            | 5 juin 2018      | Pré-saison | Roberto De Zerbi    | 13 juin 2018     |
| Udinese Calcio   | Igor Tudor           | Consentement mutuel            | 7 juin 2018      | Pré-saison | Julio Velázquez     | 7 juin 2018      |
| Chievo Vérone    | Lorenzo D'Anna       | Congédiement                   | 9 octobre 2018   | 20e        | Giampiero Ventura   | 10 octobre 2018  |
| Genoa CFC        | Davide Ballardini    | Congédiement                   | 9 octobre 2018   | 11e        | Ivan Jurić          | 9 octobre 2018   |
| Empoli FC        | Aurelio Andreazzoli  | Congédiement                   | 5 novembre 2018  | 18e        | Giuseppe Iachini    | 6 novembre 2018  |
| Chievo Vérone    | Giampiero Ventura    | Démission, consentement mutuel | 13 novembre 2018 | 20e        | Domenico Di Carlo   | 13 novembre 2018 |
| Udinese Calcio   | Julio Velázquez      | Congédiement                   | 13 novembre 2018 | 17e        | Davide Nicola       | 13 novembre 2018 |
| Genoa CFC        | Ivan Jurić           | Congédiement                   | 7 décembre 2018  | 14e        | Cesare Prandelli    | 7 décembre 2018  |
| Frosinone Calcio | Moreno Longo         | Congédiement                   | 19 décembre 2018 | 19e        | Marco Baroni        | 19 décembre 2018 |
| Bologne FC       | Filippo Inzaghi      | Congédiement                   | 28 janvier 2019  | 18e        | Siniša Mihajlović   | 28 janvier 2019  |
| AS Rome          | Eusebio Di Francesco | Congédiement                   | 7 mars 2019      | 5e         | Claudio Ranieri     | 8 mars 2019      |
| Empoli FC        | Giuseppe Iachini     | Congédiement                   | 13 mars 2019     | 17e        | Aurelio Andreazzoli | 13 mars 2019     |
| Udinese Calcio   | Davide Nicola        | Congédiement                   | 20 mars 2019     | 16e        | Igor Tudor          | 21 mars 2019     |
| ACF Fiorentina   | Stefano Pioli        | Démission                      | 9 avril 2019     | 10e        | Vincenzo Montella   | 10 avril 2019    |

Le 9 octobre 2018, le Chievo Vérone et le Genoa CFC congédient respectivement Lorenzo D'Anna (remplacé par Ivan Jurić) et Davide Ballardini. Le 10 octobre, l'ancien sélectionneur italien Giampiero Ventura est nommé entraîneur du Chievo Vérone .
Le 5 novembre 2018, Aurelio Andreazzoli est le 3e entraîneur à être congédié pour les insuccès de son équipe, l'Empoli FC . Il est remplacé le 6 novembre par Giuseppe Iachini.
Une semaine plus tard, le 13 novembre Julio Velázquez est congédié par l'Udinese et est remplacé par Davide Nicola. Du côté du Chievo Vérone, un mois après avoir été nommé entraîneur, Giampiero Ventura démissionne et est remplacé par Domenico Di Carlo.
Le 7 décembre 2018, Ivan Jurić est limogé par Genoa et est remplacé par l'ancien entraîneur de la Fiorentina, Cesare Prandelli.
Le retour du Frosinone en première division italienne est plus difficile que prévu et le 19 décembre Moreno Longo est congédié pour les mauvaises prestations de son équipe et il est remplacé le même jour par Marco Baroni.
Se trouvant à la 18e place en zone de relégation, le Bologne FC renvoie Filippo Inzaghi le 28 janvier 2019 et le remplace le même jour par le Serbe Siniša Mihajlović.
Eusebio Di Francesco est congédié par le AS Rome le 7 mars à la suite de l'élimination de l'équipe par le FC Porto en huitième de finale de la Ligue des Champions. Il est remplacé par celui qui avait entraîné le club de 2009 à 2011, Claudio Ranieri.
Le 13 mars 2019, Giuseppe Iachini est remplacé par Aurelio Andreazzoli, celui qu'il avait remplacé quatre mois plus tôt au Empoli FC.
Le 20 mars, Davide Nicola perd son poste d'entraîneur à l'Udinese, qui se retrouve près de la zone relégation, et est remplacé par Igor Tudor qui avait déjà entraîné l'équipe l'année précédente, en remplacement de Massimo Oddo.
Le 9 avril, Stefano Pioli démissionne de la Fiorentina après une série de dix matchs avec une seule victoire. Il est remplacé le 10 avril par l'ancien joueur du AS Rome, Vincenzo Montella.

## Déroulement de la saison
Le début de saison est marqué par de nombreuses procédures judiciaires et de rebondissements.
Le 27 juin 2018, l'AC Milan est bannie de toute compétitions européennes pour un an pour violation des règles du fair-play financier. Le 20 juillet 2018, après recours devant le Tribunal arbitral du sport, l'AC Milan est autorisé à participer à la Ligue Europa 2018-2019.
Le 17 juillet 2018, démarre le procès d'Emanuele Calaiò, joueur de Parme Calcio pour tentative de corruption lors du dernier match de Serie B, le club risque une pénalité en début de saison. Le 23 juillet 2018, Emanuele Calaiò est condamné à deux ans de suspension, Parme commence la saison avec cinq points de pénalité. En deuxième instance la sanction a été annulée, les autres peines fortement réduites.
Le 25 juillet 2018, la Cour Fédérale annule la procédure à l'encontre du Chievo Vérone, le procureur avait demandé une pénalité de quinze points sur la saison passée, ce qui aurait relégué le Chievo. Le procureur et le club de Crotone qui aurait pu être repêché vont faire appel, en cas de jugement défavorable le Chievo risque un retrait de points en cours de saison.
Le 16 août 2018, en raison de l'effondrement du pont Morandi, les deux clubs de football professionnels génois, l'UC Sampdoria et le Genoa CFC annoncent le report de leurs matchs de la première journée. Ces décisions sont acceptées par la Fédération italienne de football (FIGC).
Le 13 septembre 2018, le Chievo Vérone est pénalisé de trois points et se voit infliger une amende de 200 000 euros pour fraude fiscale.
Le 20 avril 2019, la Juventus remporte le 35e titre de son histoire et son huitième consécutif en vertu d'une victoire de 2-1 sur la Fiorentina et ce, cinq matchs avant la fin de la saison.
Lors de la dernière journée du championnat le 26 mai 2019, l'Atalanta Bergame se qualifie pour la première fois de son histoire à la Ligue des Champions devant l'Inter Milan qui s'empare de la dernière place de la phase de groupes de la Ligue des champions de l'UEFA 2019-2020. De leurs côtés, l'AC Milan et le SS Lazio accèdent à la phase de groupes de la Ligue Europa 2019-2020 tandis que l'AS Rome accède au deuxième tour qualificatif de la Ligue Europa 2019-2020.

## Classement
Le classement est établi sur le barème de points classique (victoire à 3 points, match nul à 1, défaite à 0).
Pour départager les égalités, on tient d'abord compte des points en confrontations directes, puis de la différence de buts en confrontations directes, puis de la différence de buts générale, puis du nombre de buts marqués et enfin du nombre de point de Fair-Play. Les quatre premiers sont qualifiés directement pour les poules de la Ligue des champions de l'UEFA 2019-2020. Le cinquième est qualifié pour la phase de groupes qualificatif de la Ligue Europa 2019-2020 et le sixième est qualifié pour le deuxième tour qualificatif de la Ligue Europa 2019-2020. Si le vainqueur de la coupe est européen de par son classement, les cinquième et sixième sont qualifiés directement pour les poules de la Ligue Europa 2019-2020, le septième passera par le Deuxième tour de qualification.
L'AC Milan, 5e , est exclu des compétitions européennes pour la saison 2019-2020 pour non-respect des règles du fair-play financier. La place est donc redistribuée au championnat italien, l'AS Roma, 6e, accédant à la phase de groupes et le Torino FC, 7e, accédant au deuxième tour de qualification.
| Rang | Équipe             | Pts | J  | G  | N  | P  | Bp | Bc | Diff |
| ---- | ------------------ | --- | -- | -- | -- | -- | -- | -- | ---- |
| 1    | Juventus FC T S    | 90  | 38 | 28 | 6  | 4  | 70 | 30 | +40  |
| 2    | SSC Naples         | 79  | 38 | 24 | 7  | 7  | 74 | 36 | +38  |
| 3    | Atalanta Bergame   | 69  | 38 | 20 | 9  | 9  | 77 | 46 | +31  |
| 4    | Inter Milan        | 69  | 38 | 20 | 9  | 9  | 57 | 33 | +24  |
| 5    | AC Milan           | 68  | 38 | 19 | 11 | 8  | 55 | 36 | +19  |
| 6    | AS Rome            | 66  | 38 | 18 | 12 | 8  | 66 | 48 | +18  |
| 7    | Torino FC          | 63  | 38 | 16 | 15 | 7  | 52 | 37 | +15  |
| 8    | SS Lazio C         | 59  | 38 | 17 | 8  | 13 | 56 | 46 | +10  |
| 9    | Sampdoria de Gênes | 53  | 38 | 15 | 8  | 15 | 60 | 51 | +9   |
| 10   | Bologne FC         | 44  | 38 | 11 | 11 | 16 | 48 | 56 | -8   |
| 11   | US Sassuolo        | 43  | 38 | 9  | 16 | 13 | 53 | 60 | -7   |
| 12   | Udinese Calcio     | 43  | 38 | 11 | 10 | 17 | 39 | 53 | -14  |
| 13   | SPAL               | 42  | 38 | 11 | 9  | 18 | 44 | 56 | -12  |
| 14   | Parme Calcio P     | 41  | 38 | 10 | 11 | 17 | 41 | 61 | -20  |
| 15   | Cagliari Calcio    | 41  | 38 | 10 | 11 | 17 | 36 | 54 | -18  |
| 16   | ACF Fiorentina     | 41  | 38 | 8  | 17 | 13 | 47 | 45 | +2   |
| 17   | Genoa CFC          | 38  | 38 | 8  | 14 | 16 | 39 | 57 | -18  |
| 18   | Empoli FC P        | 38  | 38 | 10 | 8  | 20 | 51 | 70 | -19  |
| 19   | Frosinone Calcio P | 25  | 38 | 5  | 10 | 23 | 29 | 69 | -40  |
| 20   | Chievo Vérone      | 17  | 38 | 2  | 14 | 22 | 25 | 75 | -50  |

Qualifications européennes
Ligue des champions 2019-2020
- 1er, 2e, 3e et 4e : phase de groupes

Ligue Europa 2019-2020
- C : phase de groupes

- 6e : deuxième tour qualificatif

Relégation
- 18e, 19e et 20e : relégation en Serie B 2019-2020

Abréviations
- T : Tenant du titre
- C : Vainqueur de la Coupe d'Italie
- S : Tenant de la Supercoupe
- P : Promus de Serie B 2017-2018

1. ↑  Atalanta est devant l'Inter Milan en vertu des points en confrontations directes.
2. ↑  L'AC Milan est exclu de la Ligue Europa 2019-2020 par l'UEFA [29].
3. ↑  Sassuolo est devant l'Udinese en vertu de la différence de buts : Sassuolo -7, Udinese -14.
4. ↑  Positions determinées par les points en confrontations directes: Parme: 9 points; Cagliari: 7 points; Fiorentina: 1 point.
5. ↑  Genoa est devant Empoli en vertu des points en confrontations directes.

### Leader par journée
La frise suivante montre l'évolution des équipes ayant successivement occupé la première place :

### Dernier par journée
La frise suivante montre l'évolution des équipes ayant successivement occupé la dernière place :

### Matchs
| Résultats (▼dom., ►ext.)                                   | ATA | BOL | CAG | CHI | EMP | FIO | FRO | GEN | INT | JUV | LAZ | MIL | NAP | PAR | ROM | SAM | SAS | SPA | TOR | UDI |
| Atalanta Bergame                                           |     | 4-1 | 0-1 | 1-1 | 0-0 | 3-1 | 4-0 | 2-1 | 4-1 | 2-2 | 1-0 | 1-3 | 1-2 | 3-0 | 3-3 | 0-1 | 3-1 | 2-1 | 0-0 | 2-0 |
| Bologne FC                                                 | 1-2 |     | 2-0 | 3-0 | 3-1 | 0-0 | 0-4 | 1-1 | 0-3 | 0-1 | 0-2 | 0-0 | 3-2 | 4-1 | 2-0 | 3-0 | 2-1 | 0-1 | 2-2 | 2-1 |
| Cagliari Calcio                                            | 0-1 | 2-0 |     | 2-1 | 2-2 | 2-1 | 1-0 | 1-0 | 2-1 | 0-2 | 1-2 | 1-1 | 0-1 | 2-1 | 2-2 | 0-0 | 2-2 | 2-1 | 0-0 | 1-2 |
| Chievo Vérone                                              | 1-5 | 2-2 | 0-3 |     | 0-0 | 3-4 | 1-0 | 0-0 | 1-1 | 2-3 | 1-1 | 1-2 | 1-3 | 1-1 | 0-3 | 0-0 | 0-2 | 0-4 | 0-1 | 0-2 |
| Empoli FC                                                  | 3-2 | 2-1 | 2-0 | 2-2 |     | 1-0 | 2-0 | 1-3 | 0-1 | 1-2 | 0-1 | 1-1 | 2-1 | 3-3 | 0-2 | 2-4 | 3-0 | 2-4 | 4-1 | 2-1 |
| ACF Fiorentina                                             | 2-0 | 0-0 | 1-1 | 6-1 | 3-1 |     | 0-1 | 0-0 | 3-3 | 0-3 | 1-1 | 0-1 | 0-0 | 0-1 | 1-1 | 3-3 | 0-1 | 3-0 | 1-1 | 1-0 |
| Frosinone Calcio                                           | 0-5 | 0-0 | 1-1 | 0-0 | 3-3 | 1-1 |     | 1-2 | 1-3 | 0-2 | 0-1 | 0-0 | 0-2 | 3-2 | 2-3 | 0-5 | 0-2 | 0-1 | 1-2 | 1-3 |
| Genoa CFC                                                  | 3-1 | 1-0 | 1-1 | 2-0 | 2-1 | 0-0 | 0-0 |     | 0-4 | 2-0 | 2-1 | 0-2 | 1-2 | 1-3 | 1-1 | 1-1 | 1-1 | 1-1 | 0-1 | 2-2 |
| Inter Milan                                                | 0-0 | 0-1 | 2-1 | 2-0 | 2-1 | 2-1 | 3-0 | 5-0 |     | 1-1 | 0-1 | 1-0 | 1-0 | 0-1 | 1-1 | 2-1 | 0-0 | 2-0 | 2-2 | 1-0 |
| Juventus FC                                                | 1-1 | 2-0 | 3-1 | 3-0 | 1-0 | 2-1 | 3-0 | 1-1 | 1-0 |     | 2-0 | 2-1 | 3-1 | 3-3 | 1-0 | 2-1 | 2-1 | 2-0 | 1-1 | 4-1 |
| SS Lazio                                                   | 1-3 | 3-3 | 3-1 | 1-2 | 1-0 | 1-0 | 1-0 | 4-1 | 0-3 | 1-2 |     | 1-1 | 1-2 | 4-1 | 3-0 | 2-2 | 2-2 | 4-1 | 1-1 | 2-0 |
| AC Milan                                                   | 2-2 | 2-1 | 3-0 | 3-1 | 3-0 | 0-1 | 2-0 | 2-1 | 2-3 | 0-2 | 1-0 |     | 0-0 | 2-1 | 2-1 | 3-2 | 1-0 | 2-1 | 0-0 | 1-1 |
| SSC Naples                                                 | 1-2 | 3-2 | 2-1 | 0-0 | 5-1 | 1-0 | 4-0 | 1-1 | 4-1 | 1-2 | 2-1 | 3-2 |     | 3-0 | 1-1 | 3-0 | 2-0 | 1-0 | 0-0 | 4-2 |
| Parme Calcio                                               | 1-3 | 0-0 | 2-0 | 1-1 | 1-0 | 1-0 | 0-0 | 1-0 | 0-1 | 1-2 | 0-2 | 1-1 | 0-4 |     | 0-2 | 3-3 | 2-1 | 2-3 | 0-0 | 2-2 |
| AS Rome                                                    | 3-3 | 2-1 | 3-0 | 2-2 | 2-1 | 2-2 | 4-0 | 3-2 | 2-2 | 2-0 | 3-1 | 1-1 | 1-4 | 2-1 |     | 4-1 | 3-1 | 0-2 | 3-2 | 1-0 |
| Sampdoria de Gênes                                         | 1-2 | 4-1 | 1-0 | 2-0 | 1-2 | 1-1 | 0-1 | 2-0 | 0-1 | 2-0 | 1-2 | 1-0 | 3-0 | 2-0 | 0-1 |     | 0-0 | 2-1 | 1-4 | 4-0 |
| US Sassuolo                                                | 2-6 | 2-2 | 3-0 | 4-0 | 3-1 | 3-3 | 2-2 | 5-3 | 1-0 | 0-3 | 1-1 | 1-4 | 1-1 | 0-0 | 0-0 | 3-5 |     | 1-1 | 1-1 | 0-0 |
| SPAL                                                       | 2-0 | 1-1 | 2-2 | 0-0 | 2-2 | 1-4 | 0-3 | 1-1 | 1-2 | 2-1 | 1-0 | 2-3 | 1-2 | 1-0 | 2-1 | 1-2 | 0-2 |     | 0-0 | 0-0 |
| Torino FC                                                  | 2-0 | 2-3 | 1-1 | 3-0 | 3-0 | 1-1 | 3-2 | 2-1 | 1-0 | 0-1 | 3-1 | 2-0 | 1-3 | 1-2 | 0-1 | 2-1 | 3-2 | 1-0 |     | 1-0 |
| Udinese Calcio                                             | 1-3 | 2-1 | 2-0 | 1-0 | 3-2 | 1-1 | 1-1 | 2-0 | 0-0 | 0-2 | 1-2 | 0-1 | 0-3 | 1-2 | 1-0 | 1-0 | 1-1 | 3-2 | 1-1 |     |
| - Victoire à domicile - Match nul - Victoire à l'extérieur |     |     |     |     |     |     |     |     |     |     |     |     |     |     |     |     |     |     |     |     |

## Statistiques

### Évolution du classement
| Journées →       | 1  | 2  | 3  | 4  | 5  | 6  | 7  | 8  | 9  | 10 | 11 | 12 | 13 | 14 | 15 | 16 | 17 | 18 | 19 | 20 | 21 | 22 | 23 | 24 | 25 | 26 | 27 | 28 | 29 | 30 | 31 | 32 | 33 | 34 | 35 | 36 | 37 | 38 | En tête | Relégable |
| ---------------- | -- | -- | -- | -- | -- | -- | -- | -- | -- | -- | -- | -- | -- | -- | -- | -- | -- | -- | -- | -- | -- | -- | -- | -- | -- | -- | -- | -- | -- | -- | -- | -- | -- | -- | -- | -- | -- | -- | ------- | --------- |
| Atalanta         | 1  | 4  | 6  | 13 | 13 | 14 | 16 | 17 | 15 | 14 | 10 | 8  | 9  | 11 | 7  | 6  | 9  | 9  | 8  | 7  | 7  | 5  | 5  | 6  | 6  | 6  | 6  | 6  | 5  | 5  | 5  | 6  | 6  | 4  | 4  | 4  | 3  | 3  | 1       |           |
| Bologne FC       | 16 | 14 | 18 | 18 | 18 | 18 | 15 | 16 | 17 | 17 | 17 | 16 | 18 | 18 | 18 | 18 | 18 | 18 | 18 | 18 | 18 | 18 | 17 | 18 | 18 | 18 | 18 | 18 | 17 | 18 | 17 | 17 | 16 | 14 | 15 | 13 | 12 | 10 |         | 19        |
| Cagliari Calcio  | 19 | 15 | 12 | 12 | 16 | 16 | 17 | 13 | 14 | 12 | 14 | 13 | 13 | 13 | 13 | 13 | 14 | 13 | 13 | 13 | 15 | 15 | 15 | 14 | 14 | 14 | 14 | 14 | 12 | 13 | 12 | 12 | 10 | 11 | 12 | 12 | 13 | 15 |         | 1         |
| Chievo Vérone    | 14 | 20 | 20 | 20 | 20 | 20 | 20 | 20 | 20 | 20 | 20 | 20 | 20 | 20 | 20 | 20 | 20 | 20 | 20 | 20 | 20 | 20 | 20 | 20 | 20 | 20 | 20 | 20 | 20 | 20 | 20 | 20 | 20 | 20 | 20 | 20 | 20 | 20 |         | 37        |
| Empoli FC        | 2  | 10 | 8  | 16 | 17 | 17 | 18 | 18 | 18 | 18 | 18 | 18 | 17 | 17 | 14 | 14 | 15 | 16 | 17 | 17 | 17 | 17 | 18 | 17 | 17 | 17 | 17 | 17 | 18 | 17 | 18 | 18 | 18 | 18 | 18 | 18 | 17 | 18 |         | 12        |
| ACF Fiorentina   | 10 | 8  | 3  | 6  | 3  | 5  | 3  | 7  | 6  | 6  | 8  | 9  | 10 | 12 | 12 | 10 | 7  | 10 | 10 | 10 | 9  | 9  | 10 | 8  | 9  | 10 | 10 | 10 | 10 | 10 | 10 | 10 | 11 | 12 | 13 | 14 | 15 | 16 |         |           |
| Frosinone Calcio | 20 | 16 | 19 | 19 | 19 | 19 | 19 | 19 | 19 | 19 | 19 | 19 | 19 | 19 | 19 | 19 | 19 | 19 | 19 | 19 | 19 | 19 | 19 | 19 | 19 | 19 | 19 | 19 | 19 | 19 | 19 | 19 | 19 | 19 | 19 | 19 | 19 | 19 |         | 37        |
| Genoa CFC        | 11 | 9  | 15 | 7  | 11 | 7  | 6  | 11 | 9  | 10 | 13 | 14 | 14 | 14 | 15 | 16 | 13 | 14 | 14 | 14 | 13 | 13 | 13 | 13 | 12 | 12 | 13 | 11 | 11 | 12 | 13 | 15 | 15 | 16 | 16 | 17 | 18 | 17 |         | 1         |
| Inter Milan      | 17 | 11 | 7  | 15 | 9  | 6  | 5  | 3  | 3  | 2  | 2  | 3  | 3  | 3  | 3  | 3  | 3  | 3  | 3  | 3  | 3  | 3  | 3  | 3  | 3  | 4  | 4  | 3  | 3  | 3  | 3  | 3  | 3  | 3  | 3  | 3  | 4  | 4  |         |           |
| Juventus         | 3  | 1  | 1  | 1  | 1  | 1  | 1  | 1  | 1  | 1  | 1  | 1  | 1  | 1  | 1  | 1  | 1  | 1  | 1  | 1  | 1  | 1  | 1  | 1  | 1  | 1  | 1  | 1  | 1  | 1  | 1  | 1  | 1  | 1  | 1  | 1  | 1  | 1  | 37      |           |
| SS Lazio         | 15 | 19 | 16 | 8  | 5  | 4  | 7  | 4  | 4  | 4  | 5  | 4  | 4  | 5  | 5  | 5  | 4  | 4  | 4  | 6  | 8  | 7  | 7  | 7  | 8  | 8  | 8  | 7  | 6  | 6  | 7  | 8  | 8  | 8  | 8  | 8  | 8  | 8  |         | 1         |
| AC Milan         | 12 | 17 | 14 | 14 | 12 | 13 | 11 | 10 | 12 | 5  | 4  | 5  | 5  | 4  | 4  | 4  | 5  | 6  | 5  | 4  | 4  | 4  | 4  | 4  | 4  | 3  | 3  | 4  | 4  | 4  | 4  | 4  | 4  | 7  | 5  | 5  | 5  | 5  |         |           |
| SSC Naples       | 4  | 2  | 5  | 3  | 2  | 2  | 2  | 2  | 2  | 3  | 3  | 2  | 2  | 2  | 2  | 2  | 2  | 2  | 2  | 2  | 2  | 2  | 2  | 2  | 2  | 2  | 2  | 2  | 2  | 2  | 2  | 2  | 2  | 2  | 2  | 2  | 2  | 2  |         |           |
| Parme            | 8  | 12 | 17 | 17 | 10 | 12 | 10 | 9  | 11 | 13 | 12 | 11 | 6  | 9  | 10 | 12 | 12 | 12 | 12 | 9  | 12 | 12 | 12 | 12 | 13 | 13 | 11 | 12 | 13 | 14 | 14 | 14 | 14 | 15 | 14 | 15 | 14 | 14 |         |           |
| AS Rome          | 5  | 5  | 9  | 9  | 14 | 10 | 9  | 6  | 7  | 8  | 9  | 6  | 7  | 7  | 8  | 7  | 10 | 7  | 6  | 5  | 5  | 6  | 6  | 5  | 5  | 5  | 5  | 5  | 7  | 8  | 6  | 5  | 5  | 5  | 6  | 6  | 6  | 6  |         |           |
| Sampdoria        | 13 | 18 | 13 | 5  | 8  | 9  | 8  | 5  | 5  | 7  | 11 | 12 | 12 | 10 | 11 | 9  | 6  | 5  | 7  | 8  | 6  | 8  | 9  | 10 | 10 | 9  | 9  | 9  | 8  | 9  | 9  | 9  | 9  | 9  | 9  | 9  | 9  | 9  |         | 1         |
| US Sassuolo      | 6  | 6  | 2  | 4  | 4  | 3  | 4  | 8  | 8  | 9  | 6  | 7  | 8  | 8  | 9  | 8  | 8  | 11 | 11 | 12 | 11 | 11 | 11 | 11 | 11 | 11 | 12 | 13 | 14 | 11 | 11 | 11 | 12 | 10 | 10 | 10 | 10 | 11 |         |           |
| SPAL             | 7  | 3  | 4  | 2  | 6  | 8  | 13 | 14 | 13 | 15 | 15 | 15 | 15 | 15 | 16 | 15 | 16 | 15 | 16 | 16 | 14 | 14 | 14 | 16 | 15 | 16 | 16 | 15 | 15 | 15 | 16 | 13 | 13 | 13 | 11 | 11 | 11 | 13 |         |           |
| Torino FC        | 18 | 13 | 10 | 10 | 15 | 15 | 12 | 12 | 10 | 11 | 7  | 10 | 11 | 6  | 6  | 11 | 11 | 8  | 9  | 11 | 10 | 10 | 8  | 9  | 7  | 7  | 7  | 8  | 9  | 7  | 8  | 7  | 7  | 6  | 7  | 7  | 7  | 7  |         | 1         |
| Udinese          | 9  | 7  | 11 | 11 | 7  | 11 | 14 | 15 | 16 | 16 | 16 | 17 | 16 | 16 | 17 | 17 | 17 | 17 | 15 | 15 | 16 | 16 | 16 | 15 | 16 | 15 | 15 | 16 | 16 | 16 | 15 | 16 | 17 | 17 | 17 | 16 | 16 | 12 |         |           |

En gras et italique, équipes comptant au moins un match en retard.
1. ↑  Les matchs Sampdoria–Fiorentina et AC Milan–Genoa CFC ont été repoussés au  19 septembre 2018 et au 31 octobre 2018 respectivement en raison de l'effondrement du pont Morandi le 14 août 2018 à Gênes.
2. ↑  Le matchs SS Lazio–Udinese a été repoussé au 17 avril 2019.

## Résultats par match
| Journée ╱ Équipe | 1 | 2 | 3 | 4 | 5 | 6 | 7 | 8 | 9 | 10 | 11 | 12 | 13 | 14 | 15 | 16 | 17 | 18 | 19 | 20 | 21 | 22 | 23 | 24 | 25 | 26 | 27 | 28 | 29 | 30 | 31 | 32 | 33 | 34 | 35 | 36 | 37 | 38 |
| ---------------- | - | - | - | - | - | - | - | - | - | -- | -- | -- | -- | -- | -- | -- | -- | -- | -- | -- | -- | -- | -- | -- | -- | -- | -- | -- | -- | -- | -- | -- | -- | -- | -- | -- | -- | -- |
| Atalanta         | V | N | D | D | N | N | D | D | V | V  | V  | V  | D  | D  | V  | V  | D  | N  | V  | V  | N  | V  | V  | D  | D  | V  | V  | N  | V  | V  | N  | N  | V  | V  | V  | V  | N  | V  |
| Bologne FC       | D | N | D | D | V | D | V | D | N | N  | D  | N  | N  | D  | D  | N  | N  | D  | D  | N  | D  | V  | N  | D  | D  | D  | V  | V  | V  | D  | V  | N  | V  | V  | D  | V  | N  | V  |
| Cagliari Calcio  | D | N | V | N | D | N | D | V | N | V  | D  | N  | N  | N  | N  | D  | D  | V  | D  | N  | D  | D  | D  | V  | D  | V  | D  | V  | V  | D  | V  | N  | V  | D  | D  | D  | N  | D  |
| Chievo           | D | D | N | N | D | D | D | D | D | D  | D  | N  | N  | N  | N  | N  | N  | D  | V  | D  | D  | N  | D  | D  | N  | D  | D  | N  | D  | D  | D  | D  | V  | N  | D  | D  | N  | N  |
| Empoli FC        | V | D | N | D | D | N | D | D | N | D  | D  | V  | V  | N  | V  | D  | D  | D  | D  | N  | D  | N  | D  | V  | D  | N  | D  | V  | D  | V  | D  | N  | D  | D  | V  | V  | V  | D  |
| Fiorentina       | N | V | V | D | V | D | V | D | N | N  | N  | N  | N  | D  | N  | V  | V  | D  | N  | N  | V  | N  | N  | V  | N  | D  | N  | D  | N  | N  | D  | N  | D  | D  | D  | D  | D  | N  |
| Frosinone Calcio | D | N | D | D | D | D | D | D | N | V  | N  | N  | D  | N  | D  | D  | N  | N  | D  | D  | V  | D  | V  | D  | D  | N  | D  | D  | D  | V  | V  | D  | D  | D  | N  | D  | D  | N  |
| Genoa CFC        | D | V | D | V | D | V | V | D | N | N  | D  | D  | N  | D  | N  | D  | V  | D  | N  | D  | V  | N  | N  | V  | N  | N  | D  | V  | D  | D  | N  | D  | D  | N  | N  | D  | N  | N  |
| Inter Milan      | D | N | V | D | V | V | V | V | V | V  | V  | D  | V  | N  | D  | V  | N  | V  | V  | N  | D  | D  | V  | V  | N  | D  | V  | V  | D  | V  | N  | V  | N  | N  | N  | V  | D  | V  |
| Juventus         | V | V | V | V | V | V | V | V | N | V  | V  | V  | V  | V  | V  | V  | V  | N  | V  | V  | V  | N  | V  | V  | V  | V  | V  | D  | V  | V  | V  | D  | V  | N  | N  | D  | N  | D  |
| Lazio            | D | D | V | V | V | V | D | V | V | D  | V  | N  | N  | N  | N  | D  | V  | V  | N  | D  | D  | V  | V  | D  | V  | V  | N  | V  | V  | D  | N  | D  | D  | V  | D  | V  | N  | D  |
| Milan            | V | D | V | N | N | N | V | V | D | V  | V  | D  | N  | V  | N  | N  | D  | N  | V  | V  | N  | N  | V  | V  | V  | V  | V  | D  | D  | N  | D  | V  | N  | D  | V  | V  | V  | V  |
| Naples           | V | V | D | V | V | V | D | V | V | N  | V  | V  | N  | V  | V  | V  | V  | D  | V  | V  | N  | V  | N  | N  | V  | D  | N  | V  | V  | D  | N  | V  | D  | V  | V  | V  | V  | D  |
| Parme            | N | D | D | V | V | D | V | V | D | D  | N  | V  | V  | D  | N  | D  | N  | V  | D  | V  | D  | N  | D  | D  | D  | N  | V  | D  | D  | D  | N  | N  | N  | N  | N  | D  | V  | D  |
| Roma             | V | N | D | N | D | V | V | V | D | N  | N  | V  | D  | N  | N  | V  | D  | V  | V  | V  | N  | N  | V  | V  | V  | D  | V  | D  | D  | N  | V  | V  | N  | V  | N  | V  | N  | V  |
| Sampdoria        | N | D | V | V | D | N | V | V | N | D  | D  | D  | N  | V  | N  | V  | V  | V  | D  | N  | V  | D  | D  | D  | V  | V  | D  | V  | V  | D  | D  | V  | D  | D  | N  | D  | N  | V  |
| Sassuolo         | V | N | V | D | V | V | D | D | N | N  | V  | N  | D  | N  | N  | V  | N  | D  | D  | N  | V  | N  | D  | D  | N  | D  | N  | D  | D  | V  | N  | N  | N  | V  | N  | D  | N  | D  |
| SPAL             | V | V | D | V | D | D | D | D | V | D  | D  | N  | D  | N  | N  | N  | D  | N  | D  | N  | V  | N  | D  | D  | N  | D  | D  | V  | V  | V  | D  | V  | V  | N  | V  | D  | D  | D  |
| Torino           | D | N | V | N | D | N | V | V | N | N  | V  | D  | N  | V  | N  | D  | N  | V  | N  | D  | V  | N  | V  | N  | V  | V  | V  | D  | N  | V  | N  | N  | V  | V  | N  | V  | D  | V  |
| Udinese          | N | V | D | N | V | D | D | D | D | N  | D  | D  | V  | N  | D  | D  | N  | N  | V  | D  | D  | N  | D  | V  | D  | V  | D  | D  | V  | N  | V  | D  | N  | D  | N  | V  | V  | V  |

Séries de victoires : 8
- Juventus (de la 1re à la 8e journée) et (de la 10e à la 17e journée)

Séries de matchs sans défaite : 27
- Juventus (de la 1re journée à la 27e journée)

Séries de défaites : 7
- Chievo (de la 5e journée à la 11e journée)

Séries de matchs sans victoire : 18
- Chievo (de la 1re journée à la 18e journée)

### Meilleurs buteurs
| Rang | Joueur             | Club            | Buts |
| ---- | ------------------ | --------------- | ---- |
| 1    | Fabio Quagliarella | Sampdoria       | 26   |
| 2    | Duván Zapata       | Atalanta        | 23   |
| 3    | Krzysztof Piątek   | AC Milan 1      | 22   |
| 4    | Cristiano Ronaldo  | Juventus        | 21   |
| 5    | Arkadiusz Milik    | SSC Naples      | 17   |
| 6    | Francesco Caputo   | Empoli FC       | 16   |
| 6    | Dries Mertens      | SSC Naples      | 16   |
| 6    | Leonardo Pavoletti | Cagliari Calcio | 16   |
| 6    | Andrea Petagna     | SPAL            | 16   |
| 10   | Andrea Belotti     | Torino FC       | 15   |
| 10   | Ciro Immobile      | SS Lazio        | 15   |

1 Piątek a joué pour le Genoa CFC jusqu'à la 20e journée et a marqué 13 buts.

### Meilleurs passeurs
| Rang | Joueur             | Club       | Passes décisives |
| ---- | ------------------ | ---------- | ---------------- |
| 1    | Papu Gómez         | Atalanta   | 11               |
| 1    | Dries Mertens      | SSC Naples | 11               |
| 3    | José Callejón      | SSC Naples | 10               |
| 3    | Suso               | AC Milan   | 10               |
| 5    | Rodrigo De Paul    | Udinese    | 8                |
| 5    | Manuel Lazzari     | SPAL       | 8                |
| 5    | Fabio Quagliarella | Sampdoria  | 8                |
| 5    | Cristiano Ronaldo  | Juventus   | 8                |
| 9    | Josip Iličić       | Atalanta   | 7                |
| 9    | Cengiz Ünder       | AS Rome    | 7                |
| 9    | Rade Krunić        | Empoli FC  | 7                |
| 9    | Duván Zapata       | Atalanta   | 7                |

### Coup du chapeau
| Joueur         | Équipe     | Adversaire       | Résultats | Date             |
| -------------- | ---------- | ---------------- | --------- | ---------------- |
| Josip Iličić   | Atalanta   | Chievo Vérone    | 5–1 (A)   | 21 octobre 2018  |
| Dries Mertens  | SSC Naples | Empoli FC        | 5–1 (H)   | 2 novembre 2018  |
| Duván Zapata   | Atalanta   | Udinese          | 3-1 (A)   | 9 décembre 2018  |
| Josip Iličić   | Atalanta   | US Sassuolo      | 6–2 (A)   | 29 décembre 2018 |
| Duván Zapata 4 | Atalanta   | Frosinone Calcio | 5–0 (A)   | 20 janvier 2019  |

Note

4 Indique que le joueur a marqué quatre buts ; (H) – Domicile ; (A) – Extérieur

## Honneurs
La Ligue de football italienne a décerné pour la première fois des prix aux meilleurs joueurs de la saison. Cristiano Ronaldo (Juventus) a été élu MVP. Nicolo Zaniolo (AS Rome) a remporté le prix du meilleur espoir. Passé par Metz, Kalidou Koulibaly (Naples) est le meilleur défenseur. Le gardien Samir Handanovic, le milieu Sergej Milinkovic-Savic et l'attaquant Fabio Quagliarella ont aussi été honorés ,.
| Prix                       | Lauréat                 | Équipe      |
| -------------------------- | ----------------------- | ----------- |
| Meilleur joueur            | Cristiano Ronaldo       | Juventus FC |
| Meilleur espoir            | Nicolò Zaniolo          | AS Rome     |
| Meilleur gardien           | Samir Handanović        | Inter Milan |
| Meilleur défenseur         | Kalidou Koulibaly       | SSC Naples  |
| Meilleur milieu de terrain | Sergej Milinković-Savić | SS Lazio    |
| Meilleur attaquant         | Fabio Quagliarella      | Sampdoria   |